# Thieno-

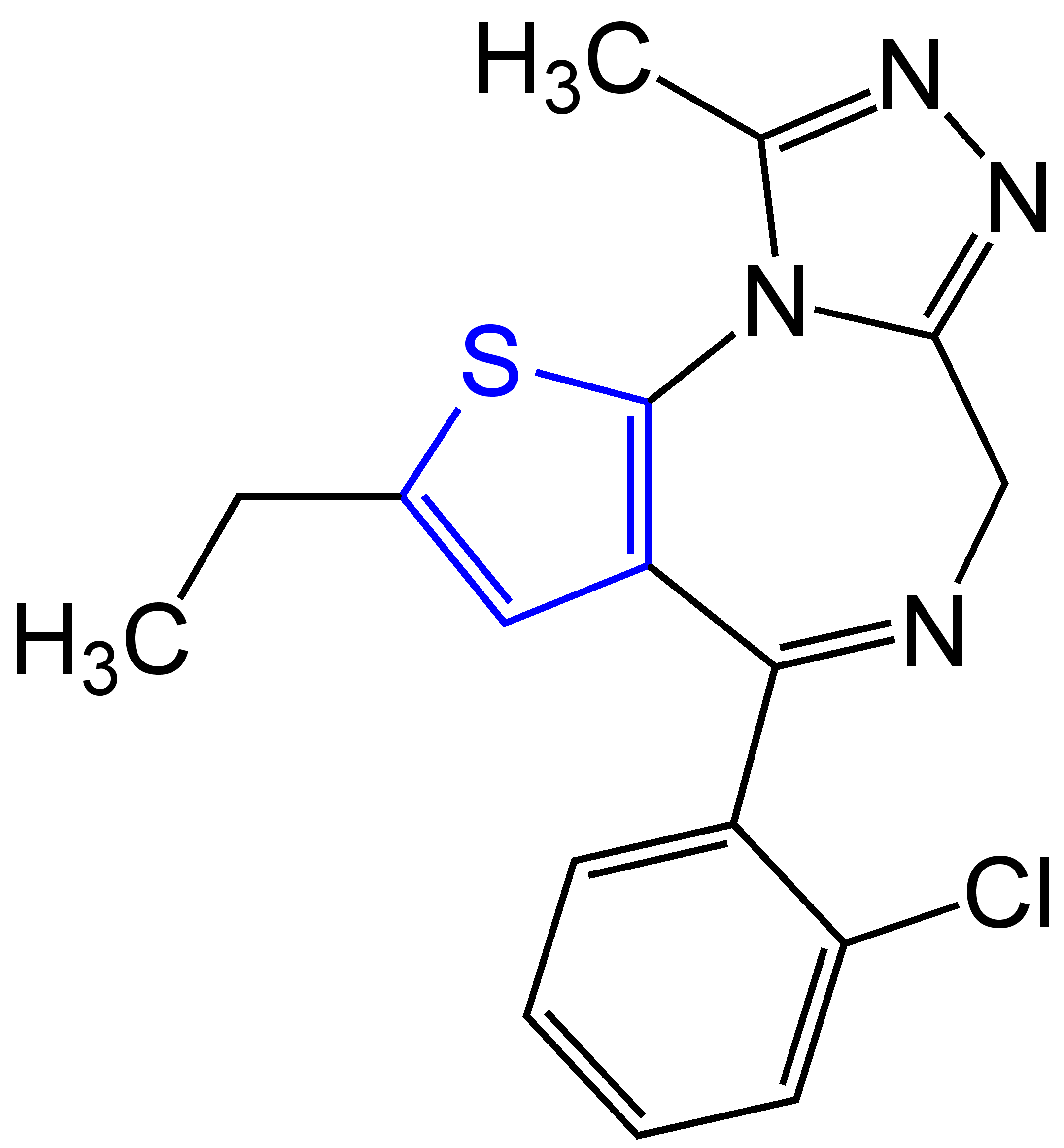
Etizolam, Beispiel für einen Arzneistoff, der einen blau markierten anellierten Thiophenring enthält.

Thieno ist in der chemischen Nomenklatur die Bezeichnung für die Anellierung eines Thiophen-Rings an ein carbo- oder  heterocyclisches Grundgerüst. Die Definition geht auf die IUPAC-Regel B-3.3 zurück.

## Beispiele für Thieno-Verbindungen
- Thienodiazepine, wie die Arzneistoffe Brotizolam, Clotiazepam, Etizolam und Bentazepam.